# Hasretpınar, Malazgirt
Hasretpınar là một xã thuộc huyện Malazgirt, tỉnh Muş, Thổ Nhĩ Kỳ. Dân số thời điểm năm 2011 là 1.32 người.